# Centris elegans
Espèce
Synonymes
- Centris (Centris) elegans
- Centris elegans (Smith 1861)
- Centris gracilis Friese, 1901

Taxons de rang inférieur
- Centris elegans elegans
- Centris elegans grenadensis Cockerell, 1919

Centris elegans est une espèce d'insectes hyménoptères de la famille des Apidae (abeilles), de la sous-famille des Apinae et de la tribu des Centridini. Elle est trouvée sur Saint-Vincent-et-les-Grenadines dans les Caraïbes.